# 한일장신대학교
한일장신대학교(韓一長神大學校, Hanil University and Presbyterian Theological Seminary)는 전북특별자치도 완주군에 있는 대한민국의 사립 대학이다. 대한예수교장로회(통합) 계열로, 장로교계 신학 대학이다.

## 역사
한일장신대학교는 1922년 6월 2일 미국 남장로교회 선교부에서 파견한 선교사 엘리자베스 요한나 쉐핑(Elizabeth Johanna Shepping, 한국 이름 서서평)이 광주에 여성들을 위한 전도부인(Bible woman) 양성학교인 이일성경학교를 세웠고, 1923년 9월 4일에는 매티 잉골드 테이트(Mattie Ingold Tate) 선교사가 전주에 여성성경학교를 세웠다. 그 뒤 여성성경학교는 전주한예정성경학교로 이름을 바꾸고 중화산동으로 자리를 옮겼으나 1940년에 신사참배 강요를 거부하며 광주와 전주의 성경학교를 자진 폐교했다. 1947년 9월 전주한예정성경학교가 다시 문을 열었으며, 1948년 9월에는 이일성경학교가 다시 문을 열었다.
1952년 전주한예정성경학교는 전주고등성경학교로 인가를 받았고, 1956년에는 전주한예정성서신학원으로 이름을 바꾸고 도 교육위원회로부터 고등학교령에 의한 각종학교로 허가를 받았다. 1961년 4월 1일 전주한예정성서신학원과 이일성경학교가 합병됐고, 한예정성서신학원의 '한'과 이일성경학교의 '일' 글자를 따 한일신학원으로 교명을 변경했다. 1967년 7월 도 교육위원회로부터 한일여자신학교로 변경 인가를 받았으며, 1973년 11월 14일에는 대학령에 의한 각종학교로 인가를 받았고, 1978년 9월에는 대한예수교장로회(통합) 총회에서 지방 신학교로 인준을 받았다.
1982년에는 한일신학교로 이름을 바꾸고 남녀공학 신입생을 모집했으며, 1984년 11월 16일 문교부가 한일신학교를 4년제 대학 학력인정 각종학교로 인정했다. 1994년 12월 교육부로부터 4년제 정규 대학으로 승인을 받았으며, 1995년 3월 1일에 한일신학대학교로 학교 이름을 바꾸었다. 1998년 9월 대한예수교장로회(통합) 총회에서 총회직영신학대학으로 허락받고 교명을 오늘날의 한일장신대학교로 바꾸었다.

## 교육편제

### 학부
한일장신대학교는 단과대학이 아닌 학과제로 운영하고 있으며, 신학과, 사회복지학과, 실용음악학과, 심리상담학과, 간호학과, 운동처방재활학과 그리고 2024년에 신설한 엘리트스포츠학과 등 모두 7개 학과 체제로 운영하고 있다.

### 대학원
한일장신대학교의 대학원은 1개 일반대학원, 5개 특수대학원이 있다. 일반대학원은 석사 3개 학과, 박사 2개 학과 과정을 지원하고 있다. 특수대학원으로 신학대학원, 아시아태평양국제신학대학원, 사회복지대학원, 심리치료대학원, 성경과교회대학원이 있다.

## 학생 활동

### 운동부
한일장신대학교는 양궁부, 야구부, 축구부, 사격부, 테니스부, 하키부 등 6개 운동부를 운영하고 있으며, 국내외 각종 대회에서 우수한성적을 거두고 있다.

## 캠퍼스 풍경
한일장신대학교는 전라북도의 사립 대학으로, 신리에 캠퍼스가 위치한다. 캠퍼스 내 예배당을 비롯한 9개동이 있다. 완주-순천고속도로 상관IC와 17번 국도, 동부우회도로 등을 통해 빠른 캠퍼스 접근이 가능하다. 